# Vendela Borg
Vendela Borg är en litterär figur i romantrilogi Sardinens begravning (1956), Storken i Sevilla (1957) och Finns här några snälla barn? (1958) av Olle Hedberg. Där får man följa hennes utveckling från ung och trotsig men begåvad tonåring, till mogen kvinna.
Vendela som den trotsiga tonåringen är inte rädd för någonting, hon tycker att hon inte har något att förlora. Efter dottern Soledads födelse blir hon däremot allt mer rädd för vad som skulle kunna hända Soledad, hennes man Charlie och hennes styvson Jack. Hon grubblar mycket över meningen med livet. Som avslutning på trilogin skriver Vendela en deckare, där hon kan behandla de upplevelser hon varit med om på ett fritt sätt. Det är en sorts nyckelroman i romanen.